# Schnelle Reaktionskräfte
Schnelle Reaktionskräfte (SRK) sind in Österreich Sondereinheiten der Bundespolizei, welche in jeder der neun Landespolizeidirektionen eingerichtet sind und diesen unterstellt sind. Die SRK bestehen aus den Schnellen Interventionsgruppen (SIG) und den Bereitschaftseinheiten (BE). Die Einrichtung der SRK erfolgte im Jahr 2021, die bereits existierenden BE wurde diesen unterstellt.

## Schnelle Interventionsgruppen (SIG)
Aufgrund der positiven Erfahrungen während des Terroranschlags in Wien 2020 mit dem Einsatz der Sondereinheit WEGA, bei welchem der Attentäter nach wenigen Minuten gestoppt werden konnte, wurde das Konzept des Streifendienstes durch Spezialeinheiten auf ganz Österreich ausgeweitet, wodurch spezielle Einsatzkräfte nicht erst aus einer zentralen Polizeiinspektion ausrücken müssen, sondern schneller am Einsatzort sein können. Das Einsatzspektrum ist zwischen streifenpolizeilichen Diensten und besonders gefährlichen Einsätzen, welche grundsätzlich durch das EKO Cobra ausgeführt werden, angesiedelt. Die SIG wurden in allen Landespolizeidirektionen außer der Landespolizeidirektion Wien eingerichtet, in welcher bereits die WEGA existiert.

## Bereitschaftseinheit (BE)
Aufgabe der BE ist es, unter anderem an Brennpunkten der Kriminalität, in Ballungszentren und in öffentlichen Verkehrsmitteln für Sicherheit zu sorgen und damit die Polizeiinspektionen zu entlasten. Angehörige der Einheit sind neben den fest zugeteilten (meist leitenden) Beamten junge Polizisten, die nach ihrer Ausbildung mehrere Monate in einer Polizeiinspektion tätig waren, in die sie nach sechs Monaten auch zurückkehren. Die Polizisten sind überwiegend zu Fuß und mit öffentlichen Verkehrsmitteln unterwegs, die Dienstpläne richten sich nach den Erfordernissen.
Die Hauptaufgaben der Bereitschaftseinheiten sind:
- überlagernder Überwachungs- und Streifendienst,
- Sonder- und Schwerpunktaktionen,
- friedliche, niederschwellige Anlässe des Großen Sicherheits- und Ordnungsdienstes (GSOD) und
- Such-, Hilfs- und Rettungsaktionen